# Landtagswahlen in Sachsen-Anhalt
Landtagswahlen in Sachsen-Anhalt gibt die Ergebnisse der Wahlen zum Landtag von Sachsen-Anhalt ab 1990 an.
Die Ergebnisse des Landes Anhalt während der Weimarer Republik sind hier nachzulesen.
Die Ergebnisse der preußischen Provinz Sachsen während der Weimarer Republik stehen hier. 

## Landtagswahlen
Die Wahlperioden dauern fünf Jahre. Die letzte Landtagswahl fand am 6. Juni 2021 statt. Die folgenden Tabellen enthalten die Stimmenanteile der Parteien, die mehr als 2,0 % erhalten haben, und die Sitzverteilung im Landtag. Die Partei mit den meisten Stimmen bzw. Sitzen ist farblich gekennzeichnet.

### Stimmenanteile der Parteien in Prozent
| Wahltag    | Wahlbeteiligung | CDU  | SPD  | FDP  | Linke 1 | Grüne  | DVU  | AfD  | Andere          |
| ---------- | --------------- | ---- | ---- | ---- | ------- | ------ | ---- | ---- | --------------- |
| 15.10.1990 | 65,1            | 39,0 | 26,0 | 13,5 | 12,0    | 25,3 2 | –    | –    |                 |
| 26.06.1994 | 54,8            | 34,4 | 34,0 | 03,6 | 19,9    | 5,1    | –    | –    |                 |
| 26.04.1998 | 71,7            | 22,0 | 35,9 | 04,2 | 19,6    | 3,2    | 12,9 | –    |                 |
| 21.04.2002 | 56,5            | 37,3 | 20,0 | 13,3 | 20,4    | 2,0    | –    | –    | Schill 4,5      |
| 26.03.2006 | 44,4            | 36,2 | 21,4 | 06,7 | 24,1    | 3,6    | 03,0 | –    |                 |
| 20.03.2011 | 51,2            | 32,5 | 21,5 | 03,8 | 23,7    | 7,1    | –    | –    | NPD 4,6, FW 2,8 |
| 13.03.2016 | 61,1            | 29,8 | 10,6 | 04,9 | 16,3    | 5,2    | –    | 24,3 | FW 2,2          |
| 06.06.2021 | 60,3            | 37,1 | 08,4 | 06,4 | 11,0    | 5,9    | –    | 20,8 | FW 3,1          |

Graphische Darstellung der Entwicklung der Wahlergebnisse (1990–2021)

### Sitzverteilung
| Jahr | Gesamt | CDU | SPD | FDP | Linke 1 | Grüne | AfD | DVU |
| ---- | ------ | --- | --- | --- | ------- | ----- | --- | --- |
| 1990 | 106    | 48  | 27  | 14  | 12      | 5     | –   | –   |
| 1994 | 099    | 37  | 36  | –   | 21      | 5     | –   | –   |
| 1998 | 116    | 28  | 47  | –   | 25      | –     | –   | 16  |
| 2002 | 115    | 48  | 25  | 17  | 25      | –     | –   | –   |
| 2006 | 097    | 40  | 24  | 07  | 26      | –     | –   | –   |
| 2011 | 105    | 41  | 26  | –   | 29      | 9     | –   | –   |
| 2016 | 087    | 30  | 11  | –   | 16      | 5     | 25  | –   |
| 2021 | 097    | 40  | 09  | 07  | 12      | 6     | 23  | –   |

Graphische Darstellung der Entwicklung der Sitzverteilung